# Triyagan
Triyagan is een bestuurslaag in het regentschap Sukoharjo van de provincie Midden-Java, Indonesië. Triyagan telt 5671 inwoners (volkstelling 2010).